# Lorina Zelger
Lorina Zelger (2 febbraio 1999) è un'ex sciatrice alpina svizzera.

## Biografia
Specialista delle prove tecniche originaria di Gams e attiva in gare FIS dal novembre del 2015, la Zelger ha esordito in Coppa Europa il 25 gennaio 2018 a Melchsee-Frutt in slalom speciale e in Coppa del Mondo il 17 novembre dello stesso anno a Levi nella medesima specialità, in entrambi i casi senza qualificarsi per la seconda manche; il 29 novembre 2021 ha conquistato a Mayrhofen in slalom gigante l'unico podio in Coppa Europa (3ª). Ha preso per l'ultima volta il via in Coppa del Mondo il 12 novembre 2023 a Levi in slalom speciale, senza qualificarsi per la seconda manche (non ha portato a termine nessuna delle 13 gare del massimo circuito alle quali ha preso parte) e si è ritirata al termine di quella stessa stagione 2023-2024: la sua ultima gara in carriera è stata lo slalom gigante dei Campionati belgi 2024, disputato il 12 aprile a Val-d'Isère. Non ha preso parte a rassegne olimpiche o iridate.

## Palmarès

### Coppa Europa
- Miglior piazzamento in classifica generale: 27ª nel 2023
- 1 podio:
  - 1 terzo posto

### Campionati svizzeri
- 2 medaglie:
  - 2 bronzi (slalom gigante nel 2020; slalom speciale nel 2024)